# Mon ami Ivan Lapchine
Pour plus de détails, voir Fiche technique et Distribution.
Mon ami Ivan Lapchine (en russe : Мой друг Иван Лапшин, Moï droug Ivan Lapchine) est un film soviétique réalisé par Alekseï Guerman, sorti en 1984, une libre adaptation de la nouvelle Lapchine de Iouri Guerman, le père du réalisateur, parue en 1937, qui avec quelques autres sert à l'écriture de son roman Un an. Le film est produit par le studio Lenfilm,.

## Synopsis
L'histoire qui se déroule au début des années 1930 dans une petite ville russe est présentée d'une manière rétrospective par un témoin âgé de neuf ans à l'époque. Elle raconte le quotidien du chef de la brigade de répression du banditisme de la ville d'Ountchansk, Ivan Lapchine, et de quelques-uns de ses amis et collègues.

## Fiche technique
- Titre : Mon ami Ivan Lapchine
- Titre original : Мой друг Иван Лапшин, Moï droug Ivan Lapchine
- Réalisation : Alexeï Guerman
- Assistant réalisateur : Victor Aristov
- Scénario : Eduard Volodarsky d'après Iouri Guerman
- Caméraman : Valéry Fedossov
- Décors : Iouri Pougatch
- Musique : Arkadi Gagulachvili
- Montage : Leda Semionova
- Son : Nikolaï Astakhov
- Costumier : Galina Deïeva
- Pays de production :  Union soviétique
- Format : Couleurs - Noir et blanc - 1,37:1 - Mono - 35 mm
- Genre : Drame
- Durée : 100 minutes
- Date de sortie : 1984

## Distribution
- Andreï Boltnev : Ivan Lapchine
- Nina Rouslanova : Natacha Adassova
- Andreï Mironov : Khanine
- Alexeï Jarkov : Okochkine
- Zinaïda Adamovitch : Patrikeïevna
- Aleksandre Filippenko : Zanadvorov
- Iouri Kouznetsov : le surintendant
- Valeri Filonov : Poboujinski
- Anatoli Slivnikov : Bytchkov
- Andreï Doudarenko : Kachine
- Semion Farada : Djatiev
- Valeri Kouzine : le narrateur
- Nina Oussatova